# Morro do Tuiuti
O Morro do Tuiuti é um acidente geográfico e uma favela localizados no bairro de São Cristóvão, no município do Rio de Janeiro, no Brasil.

## Topônimo
Existem duas possibilidades para a origem do topônimo "Tuiuti":
- é uma palavra de origem tupi, significando, nessa língua, "rio do lamaçal", através da junção de tuîuka (lamaçal)[2] e ty (rio)[3]. Seria uma referência à Batalha de Tuiuti, na Guerra do Paraguai;
- é uma referência ao pássaro conhecido como "tuiuti" (Forpus passerinus vividus (Ridg.))[4].

## História
Sua história é tão antiga quanto a do bairro de São Cristóvão, remontando aos tempos do Império. O Morro do Tuiuti tem uma longa tradição de atividades carnavalescas, tendo dado origem às escolas de samba Unidos do Tuiuti e Paraíso das Baianas e ao bloco carnavalesco "Bloco dos Brotinhos". As três agremiações deram origem à atual escola de samba Paraíso do Tuiuti.

### Implantação da unidade de polícia pacificadora
Em 3 de novembro de 2011, a comunidade passou a ser atendida pela 18° Unidade de Polícia Pacificadora. 